# 帰ってきたバスジャック
『帰ってきたバスジャック』（かえってきたバスジャック）は、2017年公開の日本映画。主演は遠藤章造（お笑いコンビ・ココリコ）。2014年に公開された映画『バスジャック』の続編。

## ストーリー
バスジャック犯に間違えられ大騒動を起こした過去を持つ小宮昇は、転職先の萩原バスのツアー添乗でも仕事で失敗ばかりを繰り返し、とうとう上司の八巻からクビを言い渡されてしまったが同僚の岡田花子が提出したバスツアー企画によって、クビを免れる最後のチャンスが与えられた。その企画とは、小宮がバスジャック犯を演じるというミステリーツアーだった。小宮はかつての経験を活かして犯人に扮するが、事態は思わぬ方向へと進んでいく。

## キャスト
- 萩原ツアー
  - 小宮昇（バスジャック犯に扮するミステリーツアー添乗員） - 遠藤章造（ココリコ）
  - 八巻治夫（小宮の上司（課長）） - 藤重政孝
  - 岡田花子（小宮の同僚） - 黒沢かずこ（森三中）
  - 柳田敏夫（小宮の同僚 / 警視庁の柳田 役） - 岩尾望（フットボールアワー）
  - 葛西明人（小宮の同僚） - 木田佳介
- ツアーバスの乗客
  - 白鳥早苗 - 今田美桜
  - 原口朋美 - 松岡美空
  - 工藤明菜 - 堀尾実咲
  - 清田健三（俳優） - 日向丈
  - 郷野一郎 - 宮下雄也
  - 緒方悟（刑事） - チング・ポカ
  - 金子丈一（五十嵐の子分（浪速会組員）） - 仁科貴
  - 木原一成（金子の舎弟） - 真佐夫
- ツアーバス会社
  - 西山俊彦（添乗員） - 菅裕輔[1]
  - 村岡翔太（運転手） - 峰之
- 指定暴力団・浪速会
  - 五十嵐（組長） - ほんこん
  - 川上重治（若頭） - 萩野崇
- サングラスの男 - 小沢仁志
- 真田丸男（捜査特別報奨金300万円の指名手配犯、国際テロ組織「緋色の風」構成員、連続爆破テロ事件容疑者） - ジミー大西

## スタッフ
- 監督：藤原健一
- 企画：オールインエンタテインメント
- 製作：及川次雄
- 営業統括：人見剛史
- プロデューサー：一力健鬼
- 原作：深沢佳文
- 脚本：江戸川崇、藤原健一
- 撮影・照明：田宮健彦
- 録音：高島良太
- 美術：鈴木隆之
- 衣装：杉本京加
- ヘアメイク：山口かな子
- 助監督：伊藤一平
- 音楽：輿語一平
- 音響効果：藤本淳
- 編集：石井塁
- ガンエフェクト：芦野広忠
- CG：河村翔太
- 制作協力：ANGLE
- 製作：コンセプトフィルム

## エピソード
前作である『バスジャック』の売れ行きの低調ぶりが主演の遠藤章造が出演する『ダウンタウンのガキの使いやあらへんで!!』の2014年大晦日スペシャル『絶対に笑ってはいけない大脱獄24時』でネタにされて話題を呼び、その後2016年9月の同番組のレギュラー放送においてダウンタウンが「続編があるなら出てもいい」と発言したことから続編の制作が決定したが、結局ダウンタウンの出演は見送られた（詳細は「バスジャック (映画）」を参照）。そうした経緯もあってか、遠藤は公開初日舞台挨拶で「(ダウンタウンに)はしごを外された」と恨み節を述べ笑いを誘った。この発言にダウンタウン・松本人志がTwitterで反応、4万件近くの「いいね」を集めるなど話題を呼んだ。その初日舞台挨拶も前作同様客席がガラガラで、遠藤は2017年8月13日放送の『ガキの使い』にてイジられた際「7人しかいなかった」と明かし、松本に「世界記録なんじゃないの」と突っ込まれていた。
上述のように『笑ってはいけない大脱獄24時』以降も、『ガキの使い』内では度々『バスジャック』が話題に出て遠藤がイジられていたが、とうとう2017年8月20日放送の『ガキの使い』では企画としてこの映画の鑑賞会が行われた。その中で、実際にダウンタウンに映画出演のオファーがあったこと（松本が「サングラスの男」役、浜田雅功が「真田丸男」役）が明かされた。内容は主演の遠藤の演技が「クサい」かどうかを他の4人が鑑賞しながら判定する、というもので、放送終了後には遠藤の演技のクサさが話題となることとなった。また、松本が演じる予定だった「サングラスの男」は小沢仁志が演じたが、クランクインの4日前に台本が届いたという。
主演の遠藤は初日舞台挨拶で「ハイジャックでもシージャックでも、ジャックといえば俺と言われるようになりたい」と発言し、さらなるシリーズ化に意欲をもっている。

## リリース
- 帰ってきたバスジャック（2017年9月1日）メイキング映像収録